# Wikłacz bagienny
Wikłacz bagienny (Malimbus ruweti) – słabo poznany gatunek niewielkiego ptaka z rodziny wikłaczowatych (Ploceidae). Przez większość systematyków umieszczany w rodzaju Ploceus. Nie jest zagrożony wyginięciem. Nie wyróżnia się podgatunków.

## Występowanie
Występuje endemicznie w Demokratycznej Republice Konga.  Jego naturalnym środowiskiem są mokradła w południowo-wschodniej części kraju, szczególnie bagna graniczące z jeziorem Tshangalele, zwanym też Lufira, oraz przy wodospadach Kiubo (i przypuszczalnie wzdłuż rzeki między tymi dwoma miejscami).

## Charakterystyka

### Morfologia
Osiąga wielkość 13 cm i masę 17 gramów. W ubarwieniu samca dominują kolory: czarny na głowie, żółty na karku i ogonie, zielonkawe smugi na uskrzydleniu i rumiany brąz na brzuchu.

### Ekologia
Żywi się głównie nasionami i owadami. Sezon lęgowy trwa od stycznia do kwietnia; wyprowadza zwykle dwa lęgi w sezonie. Gniazduje głównie w żywopłonie i akacji.

## Status
W Czerwonej księdze gatunków zagrożonych IUCN wikłacz bagienny od 2021 roku klasyfikowany jest jako gatunek najmniejszej troski (LC, Least Concern); wcześniej, od 2000 roku miał status gatunku niedostatecznie rozpoznanego (DD, Data Deficient), a od 1994 – gatunku narażonego (VU, Vulnerable). Liczebność populacji nie została oszacowana. Ze względu na brak dowodów na spadki liczebności bądź istotne zagrożenia dla gatunku, BirdLife International ocenia trend liczebności populacji jako stabilny.